# San Mateo (Colômbia)

Localização de San Mateo no departamento de Boyacá.

San Mateo é um município no departamento de Boyacá, na Colômbia.